# Richard Edgcumbe, 1. Baron Edgcumbe

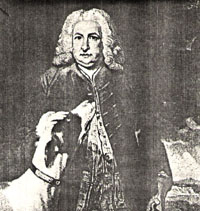
Richard Edgcumbe nach einem zeitgenössischen Porträt

Richard Edgcumbe, 1. Baron Edgcumbe (* vor 23. April 1680 in Mount Edgcumbe House; † 22. November 1758) war ein britischer Adliger und Politiker, der sechzehnmal als Abgeordneter für das House of Commons gewählt wurde.

## Herkunft und Jugend
Richard Edgcumbe entstammte der Adelsfamilie Edgcumbe, eine der angesehensten Familien der Gentry von Cornwall. Er war der dritte, aber einzig überlebender Sohn von Richard Edgcumbe und dessen Frau Anne Montagu. Er wurde am 23. April 1680 getauft. Sein Vater starb bereits 1688. Nach dem Tod seines älteren Bruders Piers 1694 wurde er zum Erbe der umfangreichen Besitzungen seines Vaters in Südwestengland. Edgcumbe studierte ab dem 25. Mai 1697 im Trinity College in Cambridge. 1698 schloss er als Master of Arts sein Studium ab.

## Politische Karriere

### Unterstützer von Walpole im House of Commons
Bei einer Nachwahl im Juni 1701 wurde Edgcumbe als Knight of the Shire für Cornwall gewählt. 1702 erhielt er den Titel eines Deputy Lieutenant von Cornwall. Bei der Unterhauswahl im Dezember 1701 kandidierte er jedoch nicht erneut als Knight of the Shire, sondern wurde als Abgeordneter für das Borough St Germans gewählt. Bei der Wahl im Juni 1702 kandidierte er erfolgreich für das Borough Plympton Erle. In Plympton Erle wurde er bei den folgenden elf Wahlen jeweils wiedergewählt, so dass er das Borough bis 1734 im House of Commons vertrat. Politisch unterstützte Edgcumbe die Whigs und vor allem Robert Walpole, zu dessen engsten Freunden er gehörte. Als Walpole Lord High Treasurer geworden war, wurde Edgcumbe am 22. Juni 1716 zum Lord of the Treasury ernannt. Als Walpole nach einem Kabinettsstreit im April 1717 sein Amt niederlegte, legte auch Edgcumbe sein Amt nieder und schloss sich der Opposition an.

### Mitglied der Regierung Walpoles
Als Walpole 1720 wieder Mitglied der Regierung und wenig später quasi zum ersten britischen Premierminister wurde, belohnte er Edgcumbes Loyalität. Edgcumbe wurde 1720 zunächst wieder Lord of the Treasury, bis er 1724 das Amt des Vice-Treasurer für die Einkünfte der Krone aus Irland übernahm. Als Receiver-General und Paymaster General verwaltete er mit die Einnahmen der Regierung und hatte selbst jährliche Einkünfte von etwa £ 3000. Edgcumbe blieb ein loyaler Unterstützer Walpoles. Ihm gelang es bei der Unterhauswahl 1727, dass in allen Boroughs von Cornwall Unterstützer der Regierung als Abgeordnete gewählt wurden. Als wichtigstes Mitglied der Regierung aus Cornwall leitete er auch den Wahlkampf 1734, bei dem er selbst nicht mehr für Plympton Erle, sondern erfolgreich für Lostwithiel kandidierte. In den nächsten Jahren agierte Edgcumbe jedoch in Cornwall politisch glücklos, weshalb bei der Unterhauswahl 1741 alle Boroughs in Cornwall von Kandidaten der Opposition gewonnen wurden. Edgcumbe selbst wurde zwar wieder als Abgeordneter für Plympton Erle in Devon gewählt, doch nach dem Rücktritt Walpoles Anfang 1742 wurde er am 20. April 1742 in seinen Ämtern von William Pulteney abgelöst.

### Erhebung zum Baron Edgcumbe
Am Tag der Ablösung von seinen Ämtern wurde Edgcumbe zum Baron Edgcumbe erhoben, womit er Mitglied des House of Lords wurde und aus dem House of Commons ausschied. Damit wurde verhindert, dass er im House of Commons von der neuen Regierung über die Praktiken Walpoles bei den vergangenen Wahlen befragt werden konnte. Im Januar 1743 wurde Edgcumbe als Chancellor of the Duchy of Lancaster wieder Mitglied der Regierung. Im Januar 1744 wurde er Lord Lieutenant von Cornwall, dazu wurde er am 25. Januar 1744 auf Anordnung von König Georg II. Mitglied des Privy Council. Dies soll er jedoch vor allem der Tatsache zu verdanken haben, dass er einer der wenigen Politiker war, die noch kleiner als der kleinwüchsige König waren. Zu Beginn des Zweiten Jakobitenaufstands 1745 wurde Edgcumbe zum Oberst ernannt und zusammen mit elf weiteren Peers beauftragt, je ein Infanterieregiment aufzustellen, um den Aufstand mit niederzuschlagen.
Bis zu seinem Tod behielt Edgcumbe, zusammen mit Hugh Boscawen, 2. Viscount Falmouth, erheblichen Einfluss auf die Unterhauswahlen in zahlreichen Boroughs vor allem in Cornwall. Im Februar 1755 wurde er noch zum Generalmajor befördert. Nachdem er sein Amt als Chancellor of the Duchy of Lancaster niedergelegt hatte, wurde er am 24. Januar 1758 zum Richter der königlichen Forste nördlich des Trent ernannt.

## Familie
Edgcumbe hatte am 12. März 1715 Matilda Furnese (um 1699–1721), eine Tochter von Henry Furnese, 1. Baronet aus  Waldershare in Kent und dessen Frau Matilda Vernon geheiratet. Mit ihr hatte er zwei Söhne:
- Richard Edgcumbe, 2. Baron Edgcumbe (1716–1761)
- George Edgcumbe, 1. Earl of Mount Edgcumbe (1720–1795)

Nach dem frühen Tod seiner Frau hatte Edgcumbe nicht erneut geheiratet. Er wurde nach seinem Tod in der Kirche von Maker begraben. Sein Erbe wurde sein ältester Sohn Richard, dem er angeblich neben den umfangreichen Familienbesitzungen auch ein Barvermögen von £ 20.000 hinterließ.

## Sonstiges
Das Edgecombe County in North Carolina wurde nach ihm benannt. Horace Walpole, der seinem Vater kritisch gegenüberstand, bezeichnete Edgcumbe trotz dessen Nähe zu seinem Vater als einen der ehrlichsten Männer der Welt.